# María Bibiana Benítez
María Bibiana Benítez Batista (10 de diciembre de 1783-18 de abril de 1873) fue la primera y conocida poetisa de Puerto Rico y una de sus primeras dramaturgas.

## Biografía
La poetisa y dramaturga hispano-puertorriqueña, María Bibiana Benítez y Batista era originaria de la ciudad de Aguadilla. Nació  el 10 de diciembre de 1783 dentro de una familia de clase media. Era hija de José Benítez y Bermúdez, Teniente a Guerra, Juez Cartulario y Subdelegado a la Corona de Hacienda de las ciudades de Fajardo y Ponce, y de Juana Constanza Batista y Rodríguez. En el 28 de abril de 1797 San Juan de Puerto Rico se vio acosada por el asedio inglés y su padre defendió "La Puntilla" contra la invasión. 
En 1813, se trasladó a la ciudad costera de Luquillo, donde escribió la mayoría de sus poemas. En 1826, uno de sus hermanos, Pedro José Benítez Batista, y su esposa murieron, y ella se encargó de criar a su sobrina huérfana Alejandrina Benítez de Arce, quien se convertiría en una poetisa reconocida por sí misma. María Bibiana Benítez Batista también fue la tía abuela del considerado ser el más grande poeta del Romanticismo puertorriqueño, José Gautier Benítez.

## Obra literaria
En 1832, Benítez publicaría su primer poema, La Ninfa de Puerto Rico, que se considera, acertadamente, que es el primer poema escrito por una puertorriqueña. También se convirtió en la primera mujer puertorriqueña en escribir una obra dramática, cuando escribió La Cruz del Morro. La obra se basó en el ataque a la ciudad de San Juan, en 1625, por los holandeses, y dirigido por Boudoin Henry, con la intención de invadir a Puerto Rico, y describiendo la heroica defensa de los isleños. Esta fue la primera obra dramática escrita en Puerto Rico tratando un acontecimiento histórico local. Entre sus poemas más conocidos son: "Soneto" (1839), "Diálogo Alegórico" (1858), y "A La Vejez."
Alrededor de 1841 ya estaba instalada en la ciudad puertorriqueña de Mayagüez, a la que pronto se sentiría tan unida que llegó a adoptar su gentilicio como pseudónimo literario (además de "Una Mayagüezana" y "Jíbaro de Mayagüés", utilizó los sobrenombres de "La dama duende" y "Una jibarita"). Allí compuso la mayor parte de su producción poética, ya que a partir de 1856, fecha en la que se instaló en San Juan, se dedicó al cuidado de su casa y a publicar en los diarios y revistas de Puerto Rico los poemas que había escrito en años anteriores, junto con algunos de nueva composición. Asentada definitivamente en la capital de la isla, María Bibiana Benítez se convirtió en un sólido baluarte de esa emergente burguesía criolla que gobernó los destinos políticos y culturales de la colonia española durante el siglo XIX.
Además de su labor poética, el quehacer literario de María Bibiana Benítez arrojó el fruto de dos piezas teatrales: un diálogo en verso y un drama en tres actos. La primera, que lleva por título Diálogo en obsequio del deseado Nacimiento de S.A.R. El Príncipe de Asturias, recibió los honores de la imprenta en San Juan de Puerto Rico (Imprenta Guasp, 1858), aunque no se recuerda actualmente la fecha exacta de su estreno. Constituye un buen modelo de literatura palaciega, puesta al servicio de las celebraciones y demás acontecimientos oficiales; sin embargo, sus valores literarios son muy escasos, por no decir nulos.
La segunda obra dramática de María Bibiana Benítez es el drama La cruz del morro, publicado por la Imprenta Guasp, de San Juan de Puerto Rico, en 1862, aunque no fue llevado a las tablas hasta el 16 de junio de 1897, fecha en la que se estrenó en el Teatro Municipal de dicha capital. Se trata de un drama histórico que tampoco presenta grandes virtudes estéticas (versificación pobre y mala técnica dramática), pero que toca un tema patriótico que, arropado por algunas influencias calderonianas, inflamaba el amor a la patria de los españoles de la colonia. En efecto, la bella Lola, enamorada del capitán Amezquita (un militar español que tiene a su cargo la guarnición defensora del Morro) es también pretendida por el malvado Balduino, jefe de las tropas neerlandesas que, en 1625, asedian dicha guarnición. El holandés promete la liberación de los prisioneros españoles a cambio de los favores de Lola, a lo cual ella se niega. Finalmente, un duelo singular entre Amezquita y Balduino acaba reparando todos los agravios. Se ha señalado que la valiente y positiva presentación de las figuras femeninas de esta pieza dramática convierte a María Bibiana Benítez en la primera feminista de Puerto Rico.

## Últimos años
Benítez se trasladó a la Calle Cristo en la ciudad de San Juan. Y allí, presentó sus obras, y donde publicó también el resto de sus poemas. María Bibiana Benítez falleció el 18 de abril de 1873, en San Juan, Puerto Rico. Su longeva existencia (murió a los ochenta y nueve años de edad) permitió a María Bibiana Benítez ser testigo presencial de muchos acontecimientos históricos, de los que fue nutriendo toda su producción literaria, siempre puesta al servicio de los militares españoles destacados en Puerto Rico, a quienes ensalzó continuamente en sus escritos.